# Asplenium resiliens
Asplenium resiliens är en svartbräkenväxtart som beskrevs av Kze. Asplenium resiliens ingår i släktet Asplenium och familjen Aspleniaceae. Inga underarter finns listade.